# Hakata-Minami-Linie
| Zug der Shinkansen-Baureihe 700-7000 auf der Hakata-Minami-Linie |                      |                                              |                                              |
| Spurweite: | 1435 mm (Normalspur) |                                              |                                              |
| Stromsystem: | 25 kV 50 Hz ~        |                                              |                                              |
| Streckengeschwindigkeit: | 120 km/h             |                                              |                                              |
| |                      |                                              |                                              |
| \| \| \| ↑JR West: San’yō-Shinkansen \| \| \| \| \| ↑JR Kyūshū: Kagoshima-Hauptlinie \| \| \| \| 0,0 \| Hakata (博多駅) ←U-Bahn Fukuoka: Kūkō-Linie→ \| Hakata (博多駅) ←U-Bahn Fukuoka: Kūkō-Linie→ \| \| \| \| Takeshita (竹下駅) \| \| \| \| \| Kagoshima-Hauptlinie→ \| \| \| \| \| ←Nishinippon Tetsudō: Tenjin Ōmuta-Linie→ \| \| \| \| \| \| \| \| \| 8,5 \| Hakata-Minami (博多南駅) \| Hakata-Minami (博多南駅) \| \| \| \| \| \| \| \| 9,2 \| Hakata Shinkansen-Betriebswerk \| Hakata Shinkansen-Betriebswerk \| \| \| \| ↓JR Kyūshū: Kyūshū-Shinkansen \| \| |                      |                                              |                                              |
| Strecke |                      | ↑JR West: San’yō-Shinkansen                  | ↑JR West: San’yō-Shinkansen                  |
| Strecke · Strecke |                      | ↑JR Kyūshū: Kagoshima-Hauptlinie             | ↑JR Kyūshū: Kagoshima-Hauptlinie             |
| Turmbahnhof mit Tunnelstrecke · Turmbahnhof mit Tunnelstrecke · Haltepunkt / Haltestelle quer (im Tunnel) | 0,0                  | Hakata (博多駅) ←U-Bahn Fukuoka: Kūkō-Linie→ | Hakata (博多駅) ←U-Bahn Fukuoka: Kūkō-Linie→ |
| Haltepunkt / Haltestelle · Strecke |                      | Takeshita (竹下駅)                           | Takeshita (竹下駅)                           |
| Strecke nach links · Kreuzung geradeaus oben · Strecke quer |                      | Kagoshima-Hauptlinie→                        | Kagoshima-Hauptlinie→                        |
| Strecke quer · Kreuzung geradeaus oben · Strecke quer |                      | ←Nishinippon Tetsudō: Tenjin Ōmuta-Linie→    | ←Nishinippon Tetsudō: Tenjin Ōmuta-Linie→    |
| Abzweig geradeaus und nach links · Abzweig quer und von rechts · Strecke von rechts |                      |                                              |                                              |
| Strecke · Bahnhof · Strecke | 8,5                  | Hakata-Minami (博多南駅)                     | Hakata-Minami (博多南駅)                     |
| Strecke · Strecke nach links · Abzweig geradeaus und von rechts |                      |                                              |                                              |
| Strecke · Betriebs-/Güterbahnhof Streckenende | 9,2                  | Hakata Shinkansen-Betriebswerk               | Hakata Shinkansen-Betriebswerk               |
| Strecke |                      | ↓JR Kyūshū: Kyūshū-Shinkansen                | ↓JR Kyūshū: Kyūshū-Shinkansen                |

Die Hakata-Minami-Linie (japanisch 博多南線 Hakataminami-sen) ist eine von JR Nishinihon (englisch JR West) betriebene japanische Eisenbahnstrecke, die von Shinkansen-Hochgeschwindigkeitszügen genutzt wird, allerdings verkehrsrechtlich dem konventionellen Eisenbahnnetz zugeordnet ist. Die Strecke wird von Zügen der San’yō-Shinkansen und seit 2011 auch von Zügen der Kyūshū-Shinkansen genutzt.

## Geschichte
Die 8,5 km kurze Hakata-Minami-Linie wurde 1975 als Zuführung der Züge der San’yō-Shinkansen vom Bahnhof Hakata zum Shinkansen-Betriebswerk Hakata errichtet. Zu dieser Zeit war die umliegende Stadt Kasuga noch überwiegend ländlich geprägt, so dass zunächst keine Nachfrage nach einem Shinkansen-Halt gab. Durch die starke Suburbanisierung aus Fukuoka wurde die Gegend allerdings in den 1980er-Jahren zunehmend bebaut, so dass JR West beschloss, auf dem Gelände des Betriebswerks den Bahnhof Hakata-Minami einzurichten. Der Bahnhof besteht aus einem einzelnen Seitenbahnsteig am westlichsten Gleis der Aufstellfläche des Bahnbetriebswerkes. Einzelne Züge zum oder aus dem Betriebswerk können so ohne zusätzlichen betrieblichen Aufwand an dem Bahnhof halten.
Der Bahnhof und somit auch die eigentliche, fahrgastrelevante Strecke wurde am 1. April 1990 eröffnet. Baulich hat die gesamte Strecke vollen Shinkansen-Ausbaustandard. Allerdings ist die Geschwindigkeit auf 120 km/h begrenzt.

## Angebot und Fahrzeugeinsatz

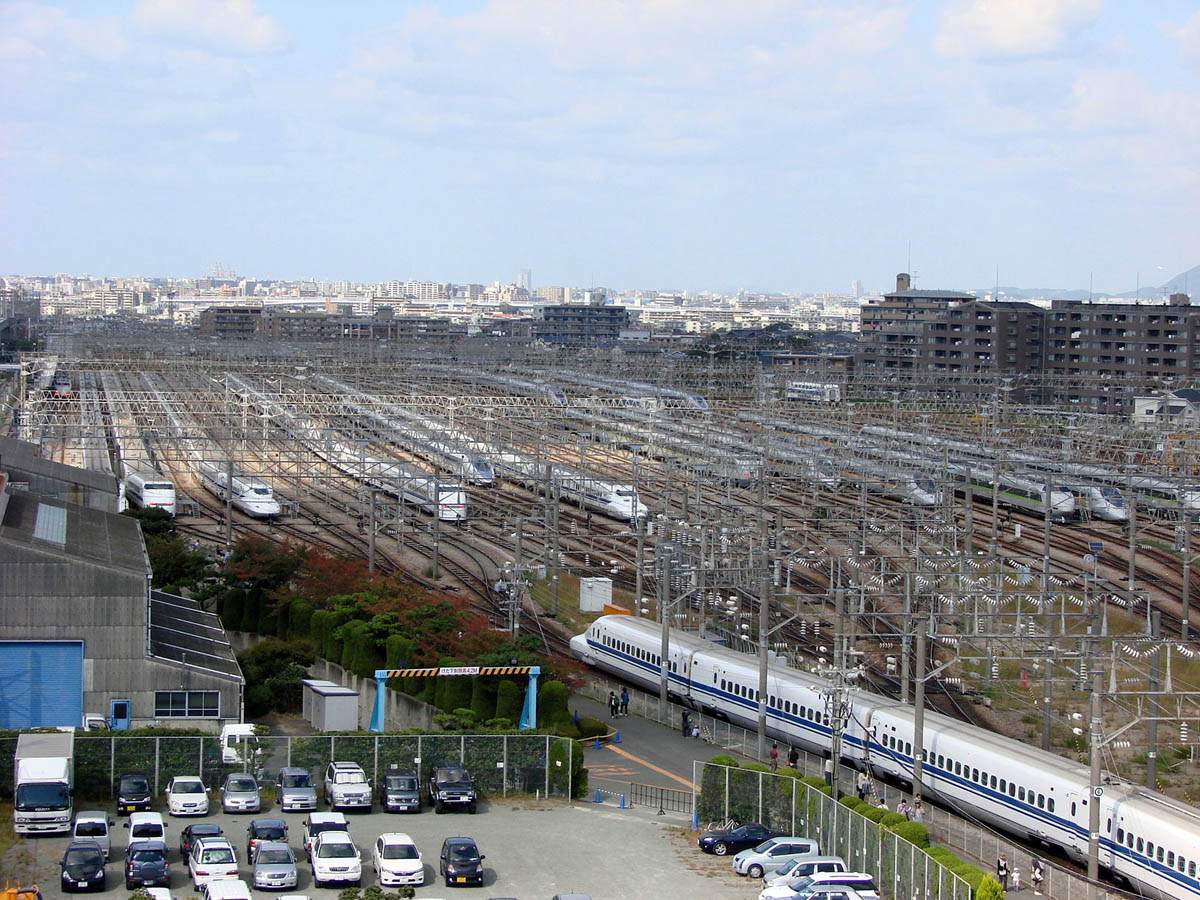
Shinkansen-Betriebswerk Hakata

Eine Vielzahl an Kodama-Verbindungen der San’yō-Shinkansen wird von Hakata über die Hakata-Minami-Linie zum Bahnhof Hakata-Minami verlängert. Da die Strecke allerdings eisenbahnrechtlich nicht als Shinkansen-Strecke kategorisiert ist, werden die Fahrten auf diesem Streckenabschnitt formell als Limited Express-Verbindungen durchgeführt. Eine Fahrt zwischen Hakata und Hakata-Minami kostet ¥300 und dauert 10 Minuten.
Zur Eröffnung kamen zunächst Fahrzeuge der Baureihe 0 zum Einsatz, später der Baureihen 100, 500 und 700. Die letzten Fahrzeuge der Baureihe 100 sind im März 2012 außer Dienst gestellt worden.
Die Züge der am 12. März 2011 eröffneten Kyūshū-Shinkansen nutzen zwar ebenfalls die Hakata-Minami-Linie, halten allerdings nicht am Bahnhof Hakata-Minami, da vor dem Gelände des Bahnbetriebswerks die eigentliche Neubaustrecke beginnt, die am Gelände vorbeiführt.

## Streckenverlauf
| Bahnhöfe      | Japanisch | Entfernung von Hakata (km) | Umsteigemöglichkeiten                                                                 | Ort     | Ort               |
| ------------- | --------- | -------------------------- | ------------------------------------------------------------------------------------- | ------- | ----------------- |
| Hakata        | 博多      | 0                          | San’yō-Shinkansen, Kyūshū-Shinkansen, Kagoshima-Hauptlinie, U-Bahn Fukuoka Kūkō-Linie | Fukuoka | Präfektur Fukuoka |
| Hakata-Minami | 博多南    | 8,5                        |                                                                                       | Kasuga  | Präfektur Fukuoka |